# 田中章 (環境学者)
田中 章（たなか あきら）は、東京都市大学（旧武蔵工業大学）環境学部ー環境創生学科・同大学地域・都市環境領域大学院教授。
研究室名はランドスケープ・エコシステムズで、環境分野（生物多様性保全）ならびにランドスケープ・プランニング（造園計画）分野の研究と人材育成を行っている。
静岡県清水市（現静岡市）清水区出身。
静岡県立清水東高等学校卒業。
東京農工大学農学部環境保護学科卒業。ミシガン大学, Ann Arbor, Horace H. Rackham School of Graduate Studies, School of Natural Resources, ，Master of Landscape Architecture（MLA, 緑地計画学・造園学）修士課程修了。東京大学大学院農学生命科学研究科 生産・環境生物学専攻博士課程修了，農学博士。
生物多様性オフセット（代償ミティゲーション）、ミティゲーション政策、生物多様性バンキング（ミティゲーション・バンキング）、ノーネットロス政策、HEP（野生生物生息地評価手続き）を日本にはじめて導入した。また、生物多様性オフセット、生物多様性バンキングの日本での実施手法として「里山バンキング」を提案している。
日本造園学会より「環境影響評価制度におけるミティゲーション手法の国際比較研究」で平成11年度日本造園学会賞を受賞している。

## 専門分野
- 緑地創成学
- 復元生態学
- 造園学
- 景観生態学
- 生物多様性保全学

## 著書
- 「HEP入門〈ハビタット評価手続き〉マニュアル　新装版」，朝倉書店，2011
- 「エコロジストの時間」（共著），東海大学出版会，2008
- 「野生生物保全技術 第2版」（共著），海游舎，2007
- 「環境と資源の安全保障47の提言」（共著），共立出版 ，2003
- 「大学院留学専攻ガイド環境学入門」（共著），アルク，2000
- 「環境アセスメントここが変わる」（共著），環境技術学会，1998
- 「新・環境はいくらか」（共訳），築地書館，1998
- 「戦略的環境アセスメント」（共訳），ぎょうせい，1998
- 「世界の環境アセスメント」（共著），ぎょうせい，1996
- 「アジェンダ21―持続可能な開発のための人類の行動計画―」（共訳），海外環境協力センター，1993

## 論文
- The New Role of Environmental Assessment in Nuclear Power Plant Construction: Institutionalizing Compensatory Mitigation as a Deterrence.  2011
- 原子力発電所建設における環境アセスメントの新しい役割―代償ミティゲーション制度化の抑止力を例にとって―，環境アセスメント学会誌，Vol.9，No.2，p32．2011
- 環境アセスメントに複数案件等の早期導入を―原子力発電所など環境に著しい悪影響が想定される開発計画に対して―，判例地方自治，平成23年5月号，No.341, p12．2011
- 生物多様性オフセット制度化の国際的広がりと今後の課題：CBD COP10での動向を含めて，東京都市大学環境情報学部紀要，第十二号, p27-32．2011
- 緑の生物多様性オフセット入門─個人的経験から─，海外情報誌ARDEC，財団法人日本水土総合研究所，Vol.44, p34-38．2011
- 里山のオーバーユースとアンダーユース問題を解決する“SATOYAMAバンキング”─生物多様性バンキング・戦略的環境アセスメントと里山保全の融合．p47-51，環境自治体会議，環境自治体白書2010年版．生活社，東京都，180pp．2010
- New biodiversity offset strategies: “Earth banking” and “Satoyama banking”. Conference of International Association for Impact Assessment 2010. 2010
- Novel biodiversity offset strategies: Satoyama Banking and Earth Banking. Conference of International Association for Impact Assessment 2010. 2010
- ミティゲーション・バンキングによるウェットランド等の生態系保全―米国の生物多様性オフセットの経済的手法：生物多様性バンキングの実態―．水環境学会誌，Vol.33(A)，No.2，54-57．2010
- “生物多様性オフセット”制度の諸外国における現状と地球生態系銀行，“アースバンク”の提言．環境アセスメント学会誌，Vol.7，No.2，1-7．2009

## 委員
- 環境アセスメント学会常務理事
- 日本造園学会代議員・国際委員会委員
- CASBEE評価員養成委員会委員
- 山梨県環境影響評価等技術審議会委員
- JICA環境社会配慮審査会委員
- Training & Professional Development Committee member（国際影響評価学会、IAIA）

## 非常勤講師
- 東京大学
- 東京農工大学
- 東京工業大学大学院
- 環境省
- JICA